# Бухарестская архиепископия
Бухарестская архиепископия (рум. Arhiepiscopia Bucureștilor) — епархия Румынской православной церкви с центром в городе Бухарест. Входит в состав митрополии Мунтении и Добруджи. Объединяет приходы и монастыри муниципия Бухарест, жудецов Илфов и Прахова.
По состоянию на 2014 год в состав архиепископии входили 712 церковных единиц (634 прихода и 78 подвория), 33 монашеских общины (26 монастырей и 6 скитов), в которых проживало 784 насельника. Служение совершали 977 священников.
Архиепископия возглавляется патриархом Румынским.

## История
Во второй половине XVII века столица Валахии была перенесена из Тырговиште в Бухарест, а вместе с ней была перенесена и кафедра Унгровлахийского митрополита. Митрополит Феодосий (1668—1672, 1679—1708) стал первым обладателем титула Архиепископа Бухарестского и всей Унгровлахии.
Епархия распространяла свою юрисдикцию на 9 жудецов: Арджеш, Дымбовицу, Яломицу, Илфов, Мусчел, Прахову, Олт, Телеорман и Власку. В 1792 году была выделена новая Арджешская епархия с центром в Куртя-де-Арджеш, подчинявшая Унгро-Влашской митрополии. В её состав вошли Арджеш и Олт.
2 февраля 1836 года в Бухареште была открыта семинария. Из-за малочисленности священников, до 1848 года действовали также специальные курсы для обучения церковных служб.
11 января 1865 года Александр Куза наделил митрополита Нифонта (Русайлэ) титулом митрополита-примаса, что означало фактическое провозглашение автокефалии Румынской церкви. Бухарест стал центром новой церкви.
19 ноября 1872 года в Бухаресте была основана семинария Нифонта (Русайлэ), которая существовала за счёт имущества своего основателя.
В середине XIX века Бухарестская архиепископия включала в себя 9 благочиний, в которые входили 1029 приходов, 1680 храмов, 1547 священников, 17 монастырей и скитов, в которых проживало 920 насельников.
4 февраля 1925 года Румынская церковь была провозглашена патриархатом. Первым патриархом 1 ноября 1925 года стал Мирон (Кристя), получивший титул «Архиепископ Бухарестский, Митрополит Унгровлахийский, Наместник Кесарии Каппадокийской, Патриарх Румынии».
В 1951 году архиепископия включала в себя 1624 прихода и 116 подворий, 1754 храма, 2231 священника, 32 монастыря и скита (21 мужской и 11 женских), в которых проживало 1353 насельника (360 монахов и 993 монахини).

## Благочиния
На 2019 год приходы архиепископии разделены на 13 благочиний:
- Первое Столичное — 36 приходов
- Второе Столичное — 41 приход
- Третье Столичное — 49 приходов
- Четвёртое Столичное — 32 прихода
- Пятое Столичное — 23 прихода
- Шестое Столичное — 23 прихода
- Илфов Юг — 73 прихода
- Илфов Север — 77 приходов
- Плоешти Юг — 61 приход
- Плоешти Север — 60 приходов
- Кымпина — 78 приходов
- Вэлени-де-Мунте — 75 приходов
- Урлаци — 69 приходов

## Архиепископы
См. здесь начиная с 1668 года.